# Lüdenscheider Rundweg
Der Lüdenscheider Rundweg ist ein Rundwanderweg um die Stadt Lüdenscheid im Naturpark Ebbegebirge. Als Wegzeichen besitzt der Wanderweg einen weißen Kreis auf schwarzem Grund. Die Auffrischung der Wegzeichen erfolgt in regelmäßigen Abständen durch die Ortsabteilung Lüdenscheid des Sauerländischen Gebirgsvereins.
Der Weg führt an folgenden Sehenswürdigkeiten vorbei:
- Volmetal zwischen Strücken und Ahelle
- Evangelische Kreuzkirche und Eisenbahn-Stellwerk in Brügge
- Naturdenkmale in Niedertinghausen, Altenlüdenscheid und Rittinghausen
- Höhenlage des Homert und der Homertturm
- Naturpark Ebbegebirge
- Versetalsperre
- Versetal zwischen Schemm und Augustenthal
- Fuelbecketalsperre
- Rahmedetal
- Radarturm Großendrescheid
- Saalkirche aus dem Jahr 1720 in Schalksmühle-Heedfeld

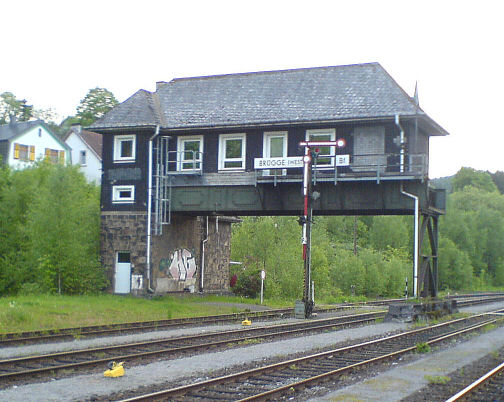
Stellwerk Brügge (Westf.)
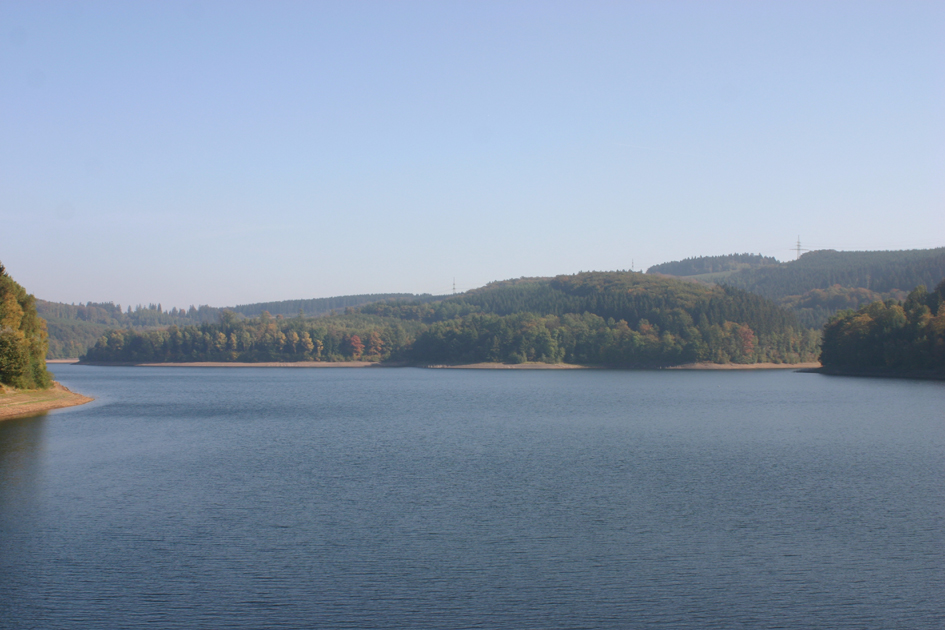
Versetalsperre
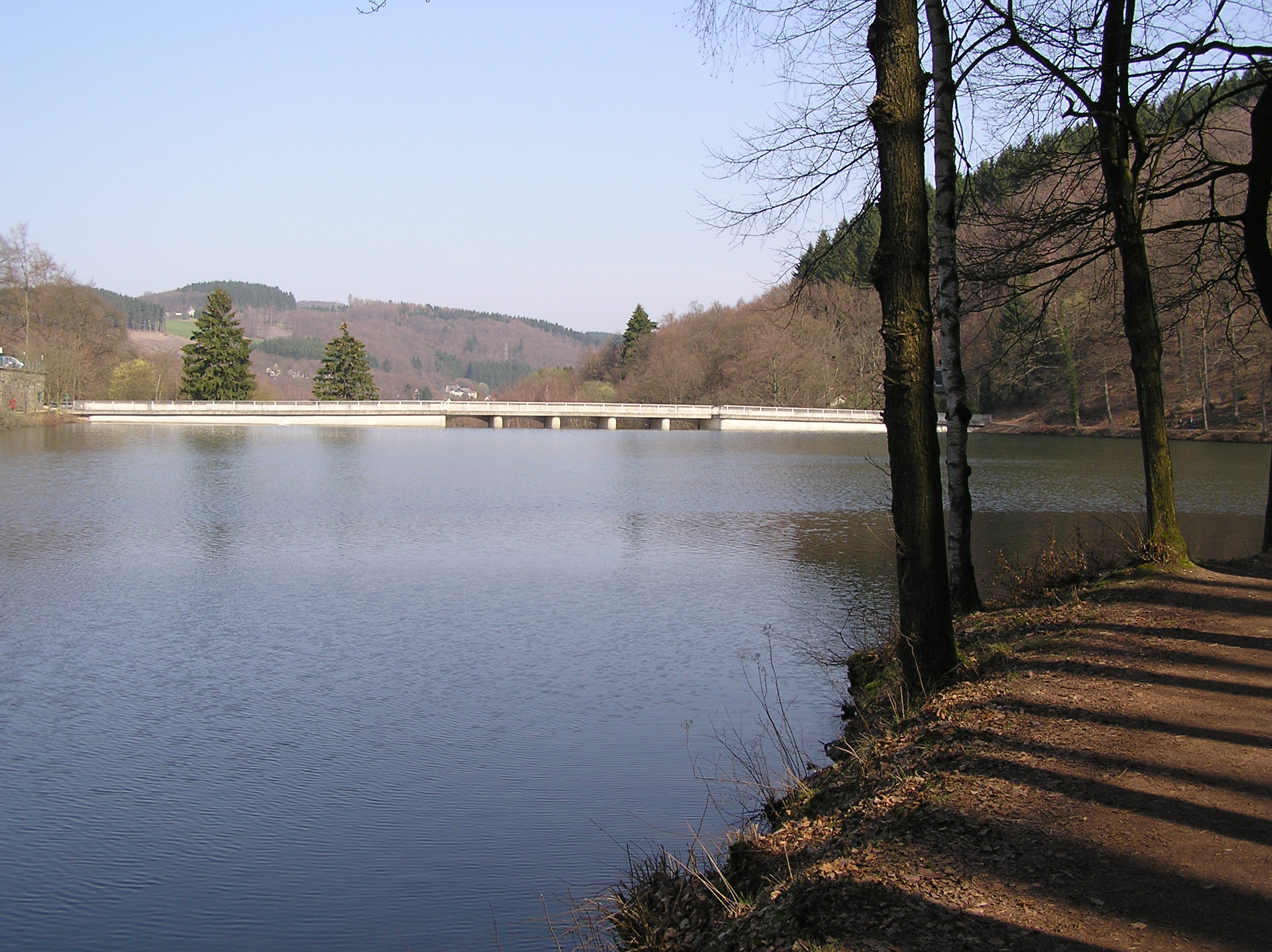
Fuelbecketalsperre
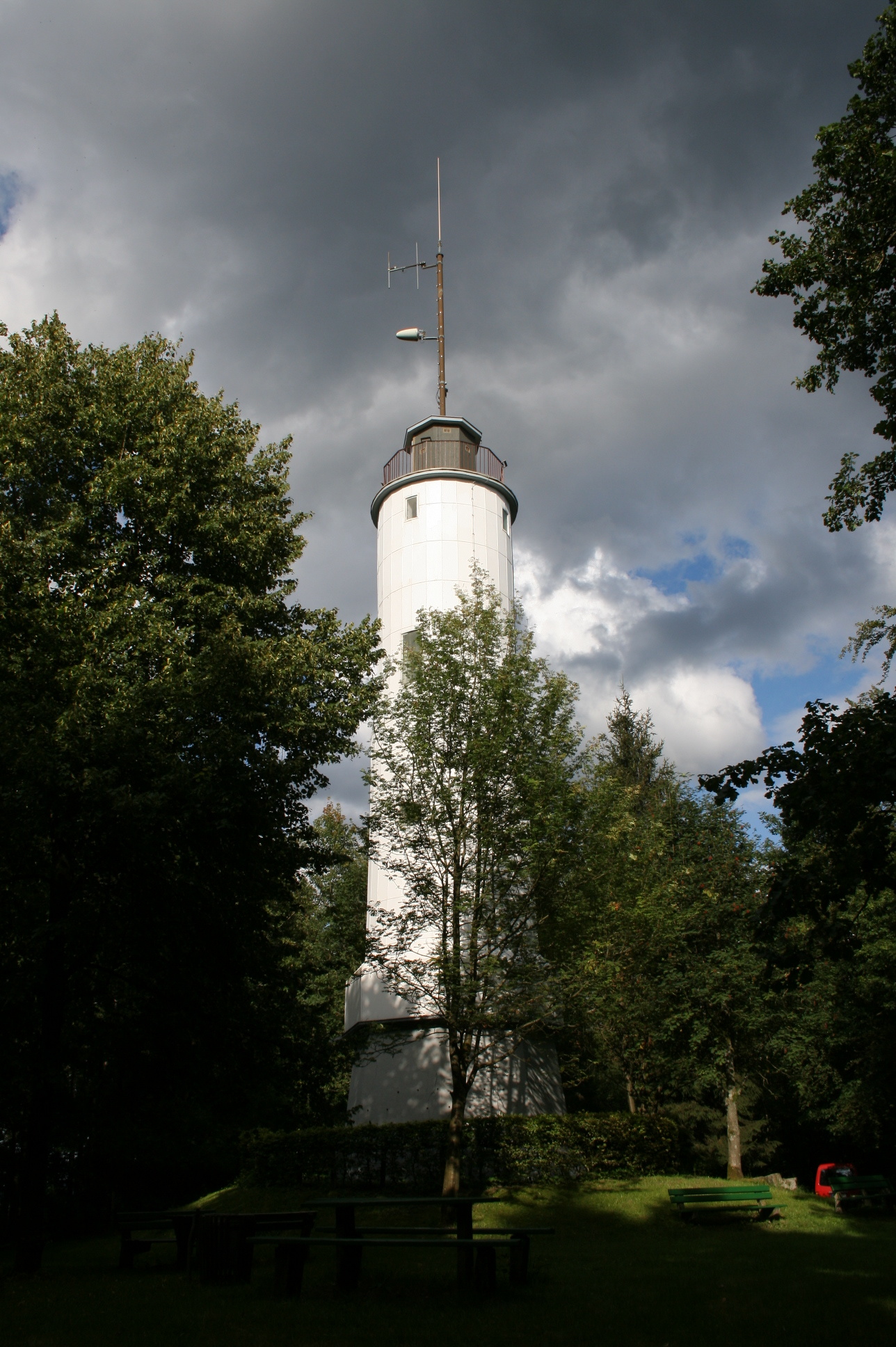
Homertturm